# Edward T. Breathitt
Edward Thompson „Ned“ Breathitt Jr. (* 26. November 1924 in Hopkinsville, Christian County, Kentucky; † 11. Oktober 2003 in Lexington, Kentucky) war ein US-amerikanischer Jurist und Politiker. Von 1963 bis 1967 war er Gouverneur des Bundesstaates Kentucky.

## Frühe Jahre und politischer Aufstieg
Edward Breathitt entstammte einer Politikerfamilie. Der entfernt mit ihm verwandte John Breathitt war von 1832 bis 1834 Gouverneur von Kentucky; sein Großvater James Breathitt amtierte von 1907 bis 1911 als Attorney General des Staates, sein Onkel James Breathitt Jr. von 1927 bis 1932 als dessen Vizegouverneur.
Er studierte an der University of Kentucky Jura. Während des Zweiten Weltkriegs war er drei Jahre bei den United States Army Air Forces. Danach beendete er sein Studium an der University of Kentucky und ließ sich als Anwalt in Hopkinsville nieder. Zwischen 1952 und 1958 war er Abgeordneter im Repräsentantenhaus von Kentucky und während der Amtszeit von Gouverneur Bert Combs er Mitglied zweier Regierungsausschüsse.

## Gouverneur von Kentucky
Gouverneur Combs durfte 1963 nicht für eine direkte Wiederwahl kandidieren, weil die Verfassung zwei zusammenhängende Amtszeiten untersagte. Daher bewarb sich Breathitt um dieses Amt. Nachdem er sich innerparteilich gegen den früheren Gouverneur Albert Chandler durchgesetzt hatte, trat er gegen den Republikaner Louie Nunn an. Die Wahlentscheidung fiel denkbar knapp aus: Breathitt siegte mit einem Stimmenanteil von 50,7 %, während Nunns 49,3 % der Stimmen erhielt. Seine Amtszeit begann am 4. Dezember 1963 und endete vier Jahre später am 12. Dezember 1967. In dieser Zeit wurden sowohl das Schulradio als auch das Schulfernsehen in Kentucky eingeführt. Ebenso wurde ein Gesetz erlassen, um die Gleichbehandlung aller Kandidaten bei Einstellungen in den Staatsdienst sicherzustellen (Equal Employment Opportunity). Generell setzte sich Breathitt sehr für die Bürgerrechte ein. Zudem entstand ein Ministerium zur Verwaltung der Bodenschätze des Landes (Department of Natural Resources). Schließlich förderte der Gouverneur sowohl die Ansiedlung von Industrie in Kentucky als auch den Tourismus.

## Weiterer Lebenslauf
Nach Ablauf seiner Amtszeit im Dezember 1967 war er als Anwalt tätig. Er wurde auch zum Rechtsberater der Eisenbahngesellschaft Southern Railway. Im Jahr 1968 wurde er Leiter des Instituts für das ländliche Amerika (Institute for Rural America), das von der Ford Foundation finanziert wurde. Im gleichen Jahr wurde er auch Vertreter der Bundesregierung in einer Kommission der Südstaaten, die sich mit atomaren Fragen befasste (Southern Interstate Nuclear Board). Edward Breathitt starb am 11. Oktober 2003. Er war mit Lucy Alexander verheiratet, mit der er vier Kinder hatte.